# くろアゲハ
『くろアゲハ』は、加瀬あつしによる日本の漫画。
不良少年を題材とする加瀬の代表作品『カメレオン』の続編で、それから7年後の世界を舞台とした物語。
連載開始前の『月刊少年マガジン』（講談社）2013年12月超特大号では、その序章でもある読み切りエピソード『カメレオン Seven Years After』が掲載された。『カメレオン Seven Years After』はカメレオン終了14年目にして初めて描かれたストーリーで、次号から連載となった『くろアゲハ』に話をつなげていく内容となっている。
また、作者である加瀬あつしにとって、週刊から月刊へ移動して初の連載になる。
単行本第3巻の作者コメントによると「ヤンキーヒロインの理想像をどれだけ描けるか」という編集者からの課題が発想の原点であり、当初は都姫を想定していたが、描いているうちに英太がそうなる可能性が出てきたという。単行本第5巻付属の帯には「これがヤンキー理想のオンナ（中身はオトコ）」と書かれている。

## あらすじ
舞台は千葉県成田市近辺。主人公の星野英太（ほしのえーた）は昼間は16歳のバイクが好きな普通の高校男子だが、夜は元レディースの姉の命令で毎晩実家の「スナック　コスモス」で人気ホステス「エイラ」として女装させられるという生活を送っていた。そんな彼が恋したのは、同級生で同じクラスの「山本都姫（やまもとみやび）」という美少女。しかし彼女は、地元の悪を束ねる罵多悪怒愚（バタードッグ）のリーダーの妹にして、伝説の暴走族「OZ（オズ）」の2代目というヤンキー界のお姫様だった。名前を覚えてもらうどころか、女装のためにつけていた女物の下着を都姫に見られたことで、「変態」の烙印を押されて嫌われてしまう英太。そこへ追い打ちをかけるように、都姫の男除けとなっている迷惑なシスコン兄貴や、兄貴公認の彼氏候補の存在を知ってしまう。女装のせいで都姫に嫌われた英太は自棄を起こし、エイラの姿のままで職務放棄をして家を飛び出す。その際、仲間のバイクを警察署から取り戻した都姫と知り合い、周囲が作り上げたキャラを演じているという都姫の本音を知る。そればかりか、都姫を追ってきたパトカーから見事なバイクテクで彼女を救ったことで「お姉さまになってほしい」と懇願される。これをきっかけに、昼間は大嫌いな変態英太として都姫からボコボコにされ、夜は伝説のレディースで頼れる大好きなお姉様エイラとして都姫から慕われるという一人二役をすることになった。
夜の二人だけの時間は長くは続かない。エイラが相沢に職務質問されて正体を知られている間に、都姫は兄の信愛にOZの旗を奪われる。英太は相沢に集められた初代OZの面々にエイラの女子力を見せ付けることで暴露はかろうじて免れたものの、単独でのOZの旗の奪還という最終試験を課せられ、また都市伝説のオンナ「黒揚羽」を演じることを提案される。乗り気でなかった英太だが、自分がエイラを危険に追い込んでいる事実と未熟なまま少しでも長く一緒に居たい気持ちに苦悩する都姫を知って、発奮。第三土曜日の「罵多悪怒愚」の集会に、「黒揚羽エイラ」として姿を現す。
エイラは信愛に都姫の自由とozの旗を賭けて、1対100の鬼ごっこという勝負を挑む。当初は女装を解いて時間切れを待つつもりだったエイラだが、反対を押し切って都姫がコスプレでエイラの影武者として参加したことで目算が狂う。さらに黒揚羽の強運目当ての抜け駆けが相次ぎ、信愛への報復目的で紛れ込んだ売人や族の一斉摘発をもくろむ県警の介入もあり、それぞれの思惑を超えた混戦模様となる。
信愛が抜け駆け組を叩き、椎名率いる旧OZが県警を抑えたことでタイムリミット直前、役者はエイラ、信愛、都姫の三者に絞られた。信愛は影武者を都姫と知らずに大橋に追うが売人に細工されていた愛車が脱輪、轢きそうになる。間一髪、バイクで割って入ったエイラの捨て身の体当たりで最悪の事態は回避された。そのまま川に転落したエイラを追って飛び込んだ信愛は、正体が男であることを知る。翌日、英太を密かに呼び出してエイラ引退を迫る信愛だが、逆に自分がその魅力に逆らえないことを思い知らされ、協力することになる。
無事二代目OZ旗揚げ集会の日を迎えたが、エイラは集会に紛れ込んだzodiacリーダー辻 音遥（つじ おとはる）、後に対抗馬の悪斗無リーダー生島 巽（いくしま たつみ）にも目をつけられる。英太は都姫との関係に秘密を抱えたまま松戸の勢力争いに巻き込まれ、エイラそっくりの先輩の朝倉 麻美（あさくら まみ）を失った二人の心の傷が根底にあることを知る。二人の関係修復と松戸の紛争終結を願う英太は麻美そっくりの悪女エイラを演じて両者を魅了し、両チームの解散を計り暗躍する。エイラとして松戸の族の玉座たる単車Z1000SR1を強奪し返すことに成功し、さらに巽を魅了し同盟チーム黒悪斗無（くろあとむ）を結成するが、よりにもよって英太の姿で単車に乗っているところを音遥に見られてしまう。さらに警察の待ち伏せに遭い、音遥はエイラに裏切られたと逆上。捕り物に紛れて何とか正体を明かさず脱出に成功した英太だが、目算は大きく狂う。そのため逆転の一手として、英太は相沢に本物の麻美の捜索を依頼する。翌日、成田南高校にzodiacとともに現れた音遥はエイラをおびき出す餌として都姫を誘拐、英太も捕まってしまう。この危機に現れたのは、近くで屋台のバイトをしていた信愛だった。信愛は英太と都姫を逃がし、zodiacを一人でなぎ払うとともに音遥を焚きつけ、エイラをかけて巽とのタイマンで決着をつけることをうながす。そこに現れたエイラに音遥は３日後に決闘することを宣言する。
そして勝負の日、開始直前にエイラが乱入し内容を決闘から松戸から千葉港までの無灯火闇レースに変更させる。先行するエイラが難所にさしかかると、一台の先行車が現れ近くのコンビニまで誘導した。それは相沢らから事情を聞いて駆けつけた本物の麻美だった。麻美は勝負を止めようとするが、英太はエイラとして最後まで演じることを決め勝負を続行する。信愛の先導もあって二人に合流するエイラだが、音遥は道を塞ぐ事故車に突っ込むことで巽に道を開け、これを麻美への償いにしようとしていた。そこに間一髪にエイラと麻美が間に合い音遥を救助する。ここに勝負は決した。この一件により松戸の王の座とZ1000SR1はエイラが継承することとなった。

### キーワード
OZ（オズ）
約8年前、当時51号をまとめていた暴走族「影舞」が半壊滅状態に陥ったことにより、矢沢の提案で街にニラミを効かせる名目で旗揚げした暴走族。結成時のメンバーはヤザワ（総長）、相沢、椎名、響に忍、蜂屋、中鉢、上田、ダイスケ、チョースケ、チョロの11名。チーム名は響が発案者であり『オズの魔法使い』から取られている。
「くろアゲハ」では、ダイスケ、チョースケ、チョロの名前が削除されている。
二代目は第12話で、正式に旗揚げ。こちらの初期メンバーは都姫、千草、マー、エイラ、小春の5名。
黒揚羽（くろあげは）
数年前、成田周辺で流れた都市伝説。正体不明、一匹狼のレディースで、バイクの運転には抜群のテクニックを持ち、内腿には黒い揚羽蝶のタトゥーがある。一夜を共にした男に圧倒的な強運を授けると言われる。信憑性の薄い過去の噂だったが、相沢の発案で第5話に罵多悪怒愚の集会にエイラが「黒揚羽」として現れたことにより、現在進行形の伝説となる。それ以降作中では基本的に黒揚羽＝エイラである。第39話にて、初代と面識のある人物が登場し、続くタイムスリップ編では目的が開かされた。
松戸苦愛（まつどくらぶ）
かつて松戸を中心に新京成沿線で勢力を誇った学生愚連隊。成立はOZより早く『カメレオン』時代の総長は三代目の松岡。後に四代目由良カオルをもって解散するが、音遥が五代目エントリーを宣言したことにより、後継者争いが勃発する。参加者は音遥に巽、エイラを加えて三つ巴の抗争となるが、のちにエイラがいかに両者を上手く従えて御せるかという勝負にシフトする。松戸編終了後はカオルに任命されたエイラが正式に五代目となる。

## 登場人物

### くろアゲハ
星野 英太（ほしの えーた）
本作の主人公で、16歳の成田南高校1年生。昼間は普通の高校男子だが、夜は元レディースの姉の命令で、実家の「スナック　コスモス」で「エイラ」という源氏名で女装させられている女装男子。当初愛車はカワサキのゼファー。大破して後はZ1000R。バイクの腕は当初から高く、前日談の『カメレオン Seven Years After』でパトカーを振り切ったり、エイラの伝説の「アゲハダンス」と呼ばれるブロック技もトレースしてみせている。性格は信愛いわく「お人よしのバカ」。同じクラスの硬派なヤンキー美少女・山本都姫（やまもとみやび）に片思いしていたが、女装のために履かされていた女物の下着を都姫に見られたことが原因で「変態」の烙印を押されて、告白前に嫌われてしまう。それが原因で姉とけんかになり、「エイラ」の姿で店を飛び出したところを山本都姫と知り合い、星野英太だとばれることなく親しくなる。その上、警察に追われていた都姫をバイクテクで助けたことで、「昔は最強のレディースだった」と誤解され、伝説の暴走族「OZ（オズ）」の2代目に相応しい人物にしてほしいと懇願される。好きな子をだますようなまねに罪悪感は覚えたが、人に弱みを見せられない都姫の本心を知り、守護神エイラとして都姫のお姉様となる。察しがよくアドリブが効き、エイラになることで別人が乗り移ったかのように役になりきる役者的な才能を持つが、なりきりすぎて自分の首を絞めることもある。エイラとして幾多のピンチを経験することで、男としても成長していく。
エイラ（えいら）
英太の女装した姿。普段は地味で臆病でスケベな英太だが、エイラになると一変、果敢な行動力と男女問わず魅了する色気とカリスマ性を得る（ただし、英太の駄目な部分が出てしまう場面も多々ある）。喧嘩はとくに強くはならないが、心理的なツボをついた言動で強者たちを手玉に取る。罵多悪怒愚の集会に現れて以降は「黒揚羽」としてヤンキーたちの注目の的になる。ホステスとしての知名度は低く、気付いたのは常連客の吉本のみ。初期はかなりの細身で貧乳を自認していた。登場の度にコスプレのように頻繁に衣装と髪形を変えており、エナメルブーツのサド女王様、時代を超えた清楚な女子高生、ゴスロリ調、お水やキャリアの先輩系、女将校のミリタリールック、短パンでおへそ丸出しのアメリカ西海岸風と、何でも着こなしそれに合わせて性格や口調も少なからず変化する。回を重ねると共に、都姫の理想のお姉さまという枠を超えた（女の姿でもマーからの好意は揺るがず）、本気を出せば女性をも魅了する魅力と影響力を獲得していく。男性にキスされることが作中で最も多い人物で、吉本、ヒロ、信愛、音遥から唇を奪われている。
※エイラ（えいら）（♀）
第46話～第67話まで登場する黒髪のエイラ。タイムスリップ中に過去の自分（少年時代の英太）に直接干渉したため、同一人物として同じ時間軸に存在できなくなり、現在の英太（未来から来た英太）が過去世界から拒絶され、女性になった姿。存在していなかった女性（黒髪のエイラ）として過去世界に留まる事は出来たが、黒揚羽の存在意義が矢沢と連動しているため、矢沢に死が迫ると肉体が消え始める。第66話で矢沢が心肺停止状態になったため、過去世界に存在する意義が失われ、信愛（のぶちか）に抱かれたまま消滅するが、矢沢が息を吹き返したため戻ってくることができた。しかし、その時は女性ではなく栄太が女装した姿でのエイラとしての復活だった。第67話では回想シーンでのみ登場する。
山本 都姫（やまもと みやび）
本作のヒロインの成田南高校1年生。『カメレオンSeven Years After』で初登場。兄・信愛（のぶちか）と相沢の喧嘩を気風のいいタンカで止めた結果、相沢にその根性を見込まれて二代目「OZ（オズ）」の座を譲られた。凶暴で最強のシスコン兄貴の影響で真のヤンキーだと思われがちだが、実際は生真面目な性格の上バイクに乗れない、乗り物酔いもする、夜更かしも眠くなるのでできないという本来は不向きな体質を持つ。相沢は彼女に妹の純菜の面影を重ね、そこを見込んで『初代公認の二代目』にした。しかし本人は「中学で無理やり単車のケツに乗せられてこけて、3分間失神した（失神中、自分を蘇生させようと顔面に放屁され続けた）こともあって、それ以来兄貴とバイクが嫌い」とエイラに語っている。レディース仲間には慕われている（ただし、むしろマスコットのような愛され方だと後に判明する）が、理想とする「頼もしい山本都姫」のイメージと、現実の自分とが違うことに苦しんでいた。相沢に託された「OZ」の看板の重さに困っていた時に出会った「エイラ」を「運命の女（お姉様）」だと思い、エイラ＝英太と知らずに、彼女を慕うようになる。エイラの前では甘えているが、英太の時は容赦なく血祭りにあげるなど、その落差は激しかった。松戸編で英太の意外な芯の強さを知り、多少認識を改める。
山本 信愛 （やまもと のぶちか）
都姫の兄で成田のヤンキー最大勢力「罵多悪怒愚」総長。愛車は黒の日産・フェアレディZのS30Z型。『成田のブラック魔王』と呼ばれている。パトカー焼き討ちやネットオークションで旗を落札した自称OZを壊滅させるなどの武勇伝を持つ。腕っ節は非常に強く松戸の抗争では一人でzodiacの残党20人をなぎ倒し改造スタンガンにも耐えた。また百人を超す手下をまとめるリーダーシップを持つが、敵も多い。妹には過保護な面があり、都姫が族になるのには反対していた。エイラとの勝負の末に正体を知るが、なおもその魅力に逆らえないことを自覚、協力者となる。そのハマりようは、エイラや本人が危機感を覚えるほどである。腕力が必要な場面では英太に変わって彼が中心となることも多く、精神的な変化もあり、大きな成長を遂げる。ただし、英太にZ1000Rの強奪を強要したり音遥を焚きつける等、問題行動も多いままである。作者の別作品で世界観を共有しているジゴロ次五郎に登場する石川九州男に酷似しているため、成田に来た九州男の軽犯罪の犯人として逮捕されてしまう。
北川 ヒロキ （きたがわ ひろき）
通称ヒロ。「罵多悪怒愚」のナンバー2。成田では喧嘩の強さとモテっぷりで知られる。愛車はスズキ・GS400。兄である信愛公認の都姫の彼氏候補だが、手の早さを知る都姫にその気はない。初対面のエイラを口説いて殴り倒され、以来正体に興味を持つ。第三土曜日の勝負以降は正体を知らぬままエイラを姫と呼び、その騎士であることを自分に課すようになる。ただしその後もナンパはしている模様。
木下 千草 （きのした ちぐさ）
都姫の中学時代からの友人でレディース仲間。二代目OZにも参加している。肩書は親衛隊長。気さくで下ネタ好き。明るく乗りの良いムードメーカー。サバイバルゲームにはまっていてサバイバル仲間からはL96使いのワンショットワンキルスナイパー『成田の黒衣の未亡人（ブラックウィドー）』と呼ばれている。自衛官の兄がいて乗機のGSは兄の所有物。部屋にはガンダムプラモデルの陳列棚があり、都姫たちから「女っぽさのかけらもない部屋」「模型女子（もけじょ）」と言われてしまう。
倉敷 まどか （くらしき まどか）
通称マー。千草と同じく都姫のレディース仲間。二代目OZの特攻隊長。小柄で無口。無表情で豪胆、かつ芸達者。泣き落としや相手に恋心があると見せかけ罠を仕掛けるのが得意。マイフォークを凶器として持ち歩き、カメレオンを飼っている。実家は「倉敷ガーデン」という名前の釣堀。初期からエイラの正体を知っているそぶりを見せていたが、松戸編でむしろ英太を以前から知っていたことが明かされた。日向とサバイバルゲームで互角の戦いを見せ打ち破るも、なぜか九州男には喜んで捕まっている。窃盗団編では、英太と初めて会ったシーンがマーの回想で描かれた。『OZの魔法使い』と呼ばれている。愛車は車体全面にハートマークを施したホンダ・CBX。4巻裏の自己紹介によると自慢できる事は祖父が元旧日本軍の軍人。
狭山 小春 （さやま こはる）
都姫の後輩で二代目OZメンバー見習い。万引き常習犯の問題児。都姫にしか心を開かず、彼女の敬愛を受けるエイラに反発していた。しかし、二代目OZ旗揚げの際にエイラにパトカーから逃がしてもらった事を機会に、表向きは素直になれないながらもエイラに一目置くことになった。窃盗団にも詳しく、マーの愛車が盗まれたときには情報源となる。
辻 音遥 （つじ おとはる）
松戸の二大勢力の一角、何でもありの過激派「zodiac（ゾディアック）」のリーダー。愛車はカワサキのZRX。巽とは悪友だったが麻美の事故を機に絶交する。身勝手で挑発的な言動が多いが、二年前の麻美の事故をいまだに夢に見てうなされるなど、精神的な脆さを抱えている。松戸苦愛の玉座とも言うべきかつての松岡の愛車Z1000Rをカオルのガレージから強奪し、五代目エントリーを宣言する。エイラとの待ち合わせ場所に現れた英太に不審を抱き、さらに警官の待ち伏せに遭って逆上する。都姫と英太をさらって人質にエイラを呼び出そうとするが信愛によってチームは壊滅。嵌め手で何とか信愛を退けるとともに居直り、エイラの真意も真相も無視して強奪を宣言、巽とのタイマンに挑む。
生島 巽 （いくしま たつみ）
松戸の武闘派「悪斗無（あとむ）」のリーダー。愛車はV-MAX。喧嘩の強さは凄まじく、タイマンでヒロを一蹴するほど。二年前に麻美への告白を焦り事故の原因を作ってしまい音遥と対立しているが、負い目からか本気で潰しに掛かれない、旧情を捨てきれないでいる節がある。エイラに対音遥同盟をもちかけられて激昂するが、麻美そっくりの姿で涙と悪辣さとカリスマ性を駆使するエイラに屈服、同盟チーム「黒悪斗無（くろあとむ）」を結成する。
朝倉 麻美（あさくら まみ）
二年前、音遥と巽の姉貴分だった女子高校生（当時）。顔はエイラに瓜二つ。松岡の店でバイトしていた。二人の喧嘩を止めようとバイクで現場に向かう途中事故を起こし、半身不随の身になって姿を消した。その後、松岡の伝手でリハビリに励み、二年のブランクを経て音遥と巽の決闘の夜に松戸に帰還する。エイラを認めつつも、負けてられないと奮起する。
星野 月姫（ほしの かぐや）
「スナック コスモス」店長。英太の姉で「エイラ」の発案者。元レディースで腕っ節は強く、傍若無人で金に汚い。英太（エイラ）の初期の愛車ゼファーは、彼女が働かせる餌に譲ったものである。タイムスリップ編では黒揚羽の発案者だと判明する。
リカ（りか）
音遥の元彼女。麻美への未練とトラウマを承知で寄り添っていたが、精神の歪みを増す音遥に一方的に捨てられる。愛憎から狂気を発し、音遥とエイラの待ち合わせ場所に警官を呼び、仲を裂こうとする。さらに、音遥とのタイマンを控えた巽を刺すという凶行に出る。最終的にはリカの方から自首と別れを切り出している。
クマ（くま）
英太の同級生。女装をはじめ、実家のこともよく知っている。英太が本音を明かし、愚痴をこぼせる貴重な相手。
吉本（よしもと）
「スナック コスモス」の常連客。はげ頭のセクハラ親父。キスマークでエイラが太腿に揚羽のタトゥーを貼るきっかけを作る等、自覚はないが伝説誕生に少なからず貢献している。
呼夏（こなつ）
信愛の元彼女。母親に手を出した信愛に激怒して家出したが、よりをもどしたがっており、エイラにくってかかる。ナンパ男もキックで迎撃するほどのパワー系。

### OZ（カメレオン）関係者
相沢 直樹（あいざわ なおき）
伝説の暴走族「OZ（オズ）」の初代メンバーで、現在は追われる側から、追う側という交通機動隊の警察官になった25歳の元大物ヤンキー。『カメレオン Seven Years After』での再登場の際の色男ぶりと、喧嘩慣れした腕前は健在で、「定員割れで入れた族上がり」と馬鹿にする2年先輩の警官の前で、見事な運転テクでひったくり犯を捕まえている。父親が早くに亡くなり、妹・純菜と2人暮らしだったが、彼女が17で松岡と結婚してアメリカに行ってからは1人暮らしの模様。親友である椎名とは中学時代からの連れで、椎名が消防士をやめるまでは2人合わせて「紅白コンビ」と呼ばれて、OZ時代から椎名とともにヤザワを支え矢沢ファミリーの双璧的人物。椎名の結婚式から行方不明となっていたヤザワが、大事な「OZ（オズ）」の特攻旗をネットオークションで売り払ったおかげで、その旗を回収するはめになった（なお、矢沢が特攻旗を売る際の歌い文句として「何でも命令を聞くおまけのスタンド」として紹介されていた）。その際、自分たちの後輩と名乗っていた自称OZ達のあまりの惰弱ぶりに激怒。彼らを叩き潰して挑発する信愛相手に、警官職を捨ててマジ喧嘩をしそうになった。それを止めたのが信愛の妹の都姫で、純菜を重ねた相沢は、「都姫にOZを任せる。」と初代公認という形で特攻旗を手渡した。また、身内以外で偶然最初にエイラの正体が男であることを発見した人物でもある。英太のハッタリとここ一番の度胸にヤザワを見た相沢は、OZの面々と共に試練を課す一方で黒揚羽と結びつける演出を思いつき、舞台を用意する。都姫とエイラ、双方のプロデューサーとも言うべきポジションにある。慢性的な金欠で、松戸編終了後は二代目OZを地元イベントのアイドルコンテストに出し、アイドルデビューさせることを思いつく。
椎名 雄二（しいな ゆうじ）
伝説の暴走族「OZ（オズ）」の初代メンバー。相沢とは中学時代から悪名をはせた有名コンビの元ヤンキー。卒業後は消防士になるが、それを退職して、現在は居酒屋「オズ」の店主をしている。『カメレオン Seven Years After』で再登場し、恋人だった1つ年下のチカとは3年前に結婚して所帯を持っていた。店内には、開店祝いの色紙とともに、結婚式の写真が飾られている。店名を「オズ」にしたのは、自分たちの結婚式直後から行方不明になった矢沢が返ってきた際の居場所として、昔の仲間が集まれる集いの場として開店させた。矢沢はいまだに戻ってこないが、相沢は平日に、それ以外の仲間は土日に飲みにきており、チカいわく「金落とさないで評判落としてる。」。スキンヘッドは健在で、未だに矢沢を慕っており、矢沢が金に困って特攻旗をネットオークションで売りとばしたことに関しても、「何でも命令を聞くおまけのスタンド」として紹介されていても、あまり怒っていない模様（相沢は、「帰る場所なくしたぞ！」と怒っていた）。ネットオークションで旗を落札した自称オズを快く思っておらず、「自分たちに挨拶もない！」と義理人情に篤い彼らしい発言をしている。エイラの罵多悪怒愚との勝負には、旧OZを率いて援護に回り交機を押さえた。
椎名 千香（しいな ちか）
旧姓木内。椎名の愛妻で、純菜の親友。3年前に椎名と結婚して、今は居酒屋「オズ」のおかみをしている。「カメレオン」のころと比べると、『カメレオン Seven Years After』での再登場では、下ネタのギャグをよく言うようになっている。浮名を流す相沢に、「あたしらみたいに所帯を持ったらいいのに。」とのろけている。髪型は、以前と変わらぬ黒髪のストレート。オズの店内には結婚式の写真があるが、そこでも矢沢にドレスのスカートをまくられており、回数は少ないが、純菜同様、矢沢のセクハラ被害に未だにあっている模様。
矢沢 栄作（やざわ えいさく）
「くろアゲハ」の前作にあたる『カメレオン』の主人公。高校デビューで見事なヤンキー伝説を作り上げ、「OZ（オズ）」の初代総長。7年後の『くろアゲハ』の物語の中では行方不明となっており、ついてるようでついてない男。仲間である椎名の結婚式後、「アマゾンに金を掘りに行く」と告げ、OZの旗を持って旅立ってから3年近く行方がわからない。いい加減な性格は変わっていないらしく、相沢の仲間達の魂のこもった大事なOZの旗を、南米で食うに困った末にネットオークション（最低落札価格10万円、相沢、椎名、松岡、久米、日向、坂本を含む、7人のスタンドへの命令権付きという内容）で勝手に売却してしまう。結果的に、都姫がOZ（オズ）の2代目にされる原因となる。『カメレオン』最終回では、片思いだった浅岡ヒカルと結婚したようだが、現時点の『くろアゲハ』のストーリーの中ではまだ詳しく紹介されていない。
松岡 英治（まつおか えいじ）
初代OZの時代、「松戸苦愛」（マツドクラブ）のトップだった元大物ヤンキー。蜂屋とは異母兄弟。松戸苦愛引退後は、仲間達とアメ車ブローカー「MAD SPEED」を設立。最初は片思いだった純菜のピンチを幾度か助け、相沢が修学旅行中に彼女に告白し、見事純菜と結婚した。現在は純菜や仲間とアメリカで暮らし、社長として働いている。純菜との間に、英（あきら）という子がいる。相沢の年上の義理の弟になる。『くろアゲハ』では、椎名の結婚式での登場と、矢沢が特攻旗を売る際の「何でも命令を聞くおまけのスタンド」として紹介されていた。麻美や巽、音遥と一緒に撮った写真があり、二・三年前までは松戸の店によく顔を出していた模様。麻美に腕のよい整形外科医をつけてやる一方で、相沢が「大金を出すが英にまで犬扱いするよう仕向けられる」と借金の申し込みを躊躇う等、羽振りのよさと人間性は相変わらずである。
蜂屋 未来（はちや みき）
「OZ（オズ）」の初代メンバーで、相沢達より1つ年下、純菜たちと同級生の24歳。松岡英治の異母弟で、女性のような綺麗で優しい容貌をしているが、兄同様で喧嘩は強く、初代の中でもその実力は認められていた。中鉢竜一とは中学時代からの親友で、椎名の結婚式にも一緒に参列している。初恋相手の純菜が異母兄の英治と結婚した事を現在も引きずっており、英太との初顔合わせの際にその事を竜一にからかわれていた。現在は美容師アシスタント。
中鉢 竜一（ちゅうばち りゅういち）
蜂屋の中学からの無二の親友で、OZの初代メンバー。現職はバーテンダー。バーの客には、成田空港の国際線クルーが多いらしい。
久古 明夫（きゅうこ あきお）
「殺人マシーン」と呼ばれた霞ヶ浦学園（通称カス学）の不良にして、矢沢ファミリーの頼もしい仲間。矢沢と美島とは義兄弟で、椎名と並んでヤザワを非常に慕っている。『カメレオン』の頃は、OZのピンチの際には手助けしてくれていた。現在は、務めているガソリンスタンド「USSO」の店長になっている。
由来 カオル（ゆら カオル）
IQ200を持つゲーム好きで、松岡から松戸苦愛のトップと愛車Z1000R（ローレプ）も譲り受ける。協調性はないが、OZとも友好的。エイラの魅力が通じない数少ない一人で毛嫌いする態度を取るが、麻美の元上司松岡の後輩にあたり音遥や巽とも面識があり、彼らについての情報を提供する。現在はビンテージショップ「Acid Panda」の店員。
日向 満三郎（ひゅうが まんざぶろう）
「日向部隊」とも称される爆妖鬼特攻隊の隊長。色黒で眉なしの外人風の容貌で、無表情で寡黙だがつきあいがよく茶目っ気のある性格。相沢とはインキンの痛みを分かち合い、釣りを教えた間柄。阿部も仲がいい。相沢が仕組んだ初代OZメンバーと仲間たち全員が勃起し股間につけた鈴が鳴ったらたら勝ちの勝負で色仕掛けには無反応だったが、椎名の店の厨房内で焼かれていた焼き鳥のにおいでお腹が鳴り恥ずかしがったエイラに勃起し股間につけた鈴を鳴らしたり、犬の着ぐるみを着て腹をマーに撫でられる姿を想像して喜ぶなど、どこかずれた感性の持ち主。マーに対し恋愛感情を持っている模様。『カメレオン』の頃は、OZのピンチの際には手助けしてくれていた。現在は、千葉県内の建設現場で鳶職をしている。
久米 治親（くめ はるちか）
乱鬼龍（極悪龍）総長で、相沢達初代OZメンバーとも交流のあった茨城のヤンキー。『カメレオン』の頃は、OZのピンチの際には手助けしてくれていた。現在は「久米板金」の社長。
源田 実（げんだ みのる）
乱鬼龍の特攻隊長で、現在は久米の下で板金屋見習いをしている。エイラをエータの女装と気づいていないためエイラへ明らかに敵意をむき出しにしていた。女嫌い。
安部 照巳（あべ てるみ）
乱鬼龍の親衛隊長で、久米の古くからの親友で良き理解者。日向とは、タイマンを通しいて友情を結ぶ。現在は保父。『カメレオン』の頃は、OZのピンチの際には手助けしてくれていた。
坂本 昌明（さかもと まさあき）
ヤザワがヤンキーデビュー当初より従える舎弟で、分身的存在。学生時代は坊主頭の冴えない外見で、本人はヤンキーではないがヤザワに憧れており、ヤザワ周辺のヤンキーとの交流もある。なぜか、椎名の結婚式の写真にも写っていた。オズの特攻旗のネットオークションでも、豪華メンバーと共に紹介されていた。前作『カメレオン』では、たびたびヤザワになりすましてトラブルを起こしたが、今作でも行方不明中のヤザワに変装し皆を驚かせた後、激怒した椎名に殴られた（ただし、この時は「みんなヤザワがそろそろ恋しいはずだから」と自分なりに気を遣った日向との共犯である）。現在は、アダルトゲームのシナリオライターをしている。
エイラたちが応募したアイドルコンテストではゲスト審査員として登場、「全然ダメ」と鐘を一つ鳴らし不合格にした。
小山 祐造（こやま ゆうぞう）
『カメレオン』時代にも登場した教師で、本作品でも成田南高校の教師として登場。ローンを組んで買い換えたばかりのポルシェの新車を窃盗団に盗まれる。
タイムスリップ編で早くから両親を亡くした相沢兄妹たちの後見人であることが明かされた。

### ジゴロ次五郎関係者
石川 九州男（いしかわ くすお）
埼玉県河越市（モデルは川越市）のローライダー系チーム「デビル・ジョーカーズ」のリーダー。顔は信愛に瓜二つだが、左の生え際に傷がある。
本業のトラック運転手としてサバイバルゲームの道具を運びに成田にやってきたついでに、学校の近くで立ちションを行って自覚なく人違いで信愛を逮捕させ、OZ初代と二代目のサバイバルゲーム対決の会場に迷い込む。その場のノリで相沢の提案に乗り、二代目チームつぶしに加担する。
石川 次五郎（いしかわ じごろう）
『ジゴロ次五郎』の主人公。愛車シルビアを信愛に強奪されてしまう。愛子ともに成田でシルビアを見つけるものの、エイラ達と一緒にいるためシルビアに置いて行かれてしまった
タイムスリップ先でバランスを崩して事故に合いそうになった都姫を助けるために負った事故の跡に対して、エイラが板金代を何年かけても弁償すると申し出るが「シルビアが助けた女の子がアンタにとって大切な人なら、それでかまわない」と断った（それを聞いたシルビアはうれしそうにエンジンをふかしている）。

### タイムスリップ編
『S13"ラブマシーン"』シルビア
『ジゴロ次五郎』の主人公である次五郎が乗る愛車の日産・シルビアS13型。グレードはQ's（キューズ）。「ジゴロ次五郎」と同じ世界のためか「意志を持った妖車」っぷりは健在。とある事情からシルビアに近づいた信愛が見せたゴスロリ姿のエイラを見て一度は女性と認識したが、のちに本人と対面した際に男であると見破り暴走。バトルを繰り広げエイラが勝利を納めたことで事なきを得たように見えたが、シルビア自身は納得していない。（そのため、エイラがシルビアへ渡した名刺を怒りの炎で燃やした）杉本から依頼を受けたエイラから黒揚羽探しを持ちかけられ、エイラと信愛の2人を乗せたまま7年前の成田へタイムスリップを起こした。その後もエイラ・信愛と一緒に黒揚羽の捜索と「エイラの騎士」として常に行動を共にしている。直斗がエイラに危害を加えようとした際にどこからともなく現れ撃退したものの、「暴走状態（バーサーカーモード）」で「終わらせようとした」ことから直人から天敵とされている。「次五郎」の作中でも触れられているが「性別があるとすれば女性である」とエイラにも言及されている。女性を守るという理念はそのままで、バランスを崩して飛び出た都姫を助手席で受け止めたり、暴走した信愛をぶっとばしたりしていた。
杉本 千聖 （すぎもと ちひろ）
「黒揚羽」を名乗るエイラに接触してきた不動産ブローカーの男で必要以上にキザ。共に事業を起こしていた社員が起こした巨額投資詐欺の容疑者として警察に連行される直前に本物の「黒揚羽」を見つけ出し、「ラッキーアイテム」として大切に持っていたラッキーストライクのジッポを「彼女の伝説に傷をつけないためにも本人に返してほしい」とエイラに預け連行されてしまった。その後エイラはシルビアが起こした7年前の成田へのタイムスリップ先で、影舞の18代目総長としてとの千聖出くわす。エイラや信愛と接するうちに「エイラの騎士として彼女を守る」事に使命を見出すも偶然出会った直人に「黒揚羽を誘い出すためのエサ」として強制的に行動を共にさせられてしまう。津田沼にある潰れたテーマパークでのエイラと直人の最終決戦で「騎士」としてエイラの助けになる活躍を果たす。その後、全てが解決した時にエイラの持つジッポを欲しいと頼むが「未来で起きることを二度と起こしたくはない」というエイラの忠告から断念した。
杉本 雫 （すぎもと しずく）
黒髪ロングの似合う美少女。エイラは出会った当初、杉本の恋人であり探していた初代黒揚羽であると確信するが、雫本人から「恋人ではなく妹である」ことを告げられる。家出人のギャルと間違われ無理やりホテルへ連れて行かれそうになったエイラを庇い家へ連れかえる面倒見のいい性格。
結城 直人（ゆうき なおと）
現在は英太達が通う私立成田南高校の理事長。『カメレオン』の登場人物。帰国子女で「怪物」の異名を持つ特級の危険人物。アメリカから千葉へ戻ってきており、街中でたむろしていたローライダー達が話してたエイラ達の噂を聞いて「遊び」のために千聖を無理矢理巻き込んで影舞を壊滅させ、黒揚羽の名で犯行声明を残して本物を誘きだそうとする。本物の黒揚羽として現れたエイラへの興味と歪んだ独占欲からヤザワや相沢、信愛、エイラにも牙をむく。やがて「黒揚羽を自分の色に染め上げる」ためエイラをおとりに信愛を誘い出しさらなる凶行を行う。信愛はそれを「怪物じみた独占欲」と表現し、エイラは恋ゆえのものであると気づかせようとしている。津田沼の潰れたテーマパークでの最終決戦でエイラに素直な気持ちを伝えたが叶う事はなく静かに終わった。ただし、ヤザワへの興味は消えておらず「黒揚羽に懐いただけで改心していない」とヤザワは恐怖している。
その後、S-1グランプリ編で理事長としての姿で再登場を果たすが「あの女、敵か味方か？」と怪物だったころを思わせるようなセリフがある以外、コスプレ対決中はルービックキューブに夢中になったり（ただし、拘束痕という言葉に対し若干の反応を見せている）料理対決ではアンコウ鍋に一切興味を示さなかった。

### Ｓ-１グランプリ編
ルシファー
レディース「西船悪不良戯巣 （にしふなワルプルギス）」のリーダー。単車に乗って据物斬りをする。
イフリート
同じくワルプルギスのリーダー補佐。露出狂のスケートボード乗り。
サキュバス
同じく親衛隊長。華道家の跡取り娘。キスによる吸引が得意。
ベルゼバブ
同じく特攻隊長。ビビリだがサイコ。高速の刃物使い。
相原 凪沙（あいはら なぎさ）
またの名を「チバラギCEO」。悪不良戯巣をユーチューブに出演させるチャンネル主。口角をジュースの缶で自ら傷つけ、口が裂けた傷跡が残る常に笑い顔の男。
天舞音（あまね）
凪沙の妹。エイラの動画を観る兄に、彼女の正体に気づくヒントを与えてしまう
立花 七海（たちばな ななみ）
エイラたち二代目OZと対戦する「女子力勝負」一回戦の相手・「龍ヶ崎乱鬼龍PART2」の特攻隊長。先鋒・マー戦（特攻隊長・お色気コスプレ対決）ではキャビン・アテンダント姿で勝負する。現役のミス土浦であり、男殺しの悩殺ボディーを誇る。
千波 奈緒美（せんば なおみ）
乱鬼龍の喧嘩屋。次鋒・小春戦（アウトロー・料理対決）では包丁一本の女板前姿で登場。大洗の網元の娘であり、アンコウ吊るし切りの大技を披露する。
安堂 六花（あんどう ろっか）
乱鬼龍のソムリエ。中堅・千草戦（ヤンキー・テイスティング対決）の相手。水戸でキャバクラ嬢をしている。
坂東 葉月（ばんどう はづき）
乱鬼龍のゆるキャラ。副将・都姫戦（エクストラステージ・激辛グルメ我慢対決）では臍ピアスをつけ登場。自分には甘いが男の評価は激辛。
久米 蘭子（くめ らんこ）
龍ヶ崎乱鬼龍PART2の総長。前作『カメレオン』のキャラクター・久米治親の妹。スキンヘッドの男たちを従え「人間階段」でのエントリーを披露。また３Ｋと言われがちなガテン系の職人や、常総地方に生息するアライグマなどの野生動物の扱いに長けている。一回戦の大将・エイラ戦（異世界転生・お掃除対決）では、魔法少女のようなメイド姿で箒を持ち対戦。コネとインフルエンサーとしての影響力を使って一時は有利になるものの、ケンカがはじまってしまいエイラとバトンタッチし事態が収束したことで敗北。迎えに来た治親と一緒に帰宅した。　治親に対してはブラコン気味なところがあり、エイラに対しては敵意を剥きだしたり治親を「ハル兄さま」と呼んでいる（元々、S-1グランプリには治親の関心を引きたいがために参加していた。）。愛車はJA佐倉の農協トラックで、荷台に乗って最終バトルの実況をする。
八千草 蛍（やちぐさ ほたる）
北の女狼。「武力勝負」二回戦の相手。姫トラ軍団を統べる。
日野 愛子（ひの あいこ）
堕天使・五代目総長。二日目で面子が大量に欠けた為に奈菜と「河越シスターズ」を結成、二代目OZと「知力勝負」準決勝を戦う。石川次五郎と付き合っている。
岡田 奈菜（おかだ なな）
河越過激Ｑ車會音姫塾長。同じく愛子と「河越シスターズ」を結成。準決勝の相手。実家はパチンコ店。愛車はダルマセリカ（初代セリカ・2ドアハードトップクーペ）。
本田 千夏（ほんだ ちなつ）
二芳サービスエリアのクイーン。準決勝「知力勝負・偉人プレゼンバトル」では鉄の処女を考案したエリザベート・バートリーに扮した。
桃子（ももこ）
博多夜響會・代表。
みのりん
神戸悪羅虐流党・総帥。
松田 翔子（まつだ しょうこ）
河越「スピードショップワンダー」女社長。恋には縁がないけど、釣り堀では「鯉の女神」。Ｓ-１グランプリ審査員。
椎名 雄一／ユウ（しいな ゆういち／ゆう）
ネイルサロン・チェーン経営者で佐倉市のファッションリーダー。誰もが美女と見まがう女装した男性で初代OZメンバーである椎名雄二の兄。ストレートのロングヘアーで赤いランドセルが欲しかった。同じくＳ-１グランプリ審査員。愛車はロータス・スーパー7（英国サーキットレーシング・スポーツカー）。
八街警備隊（やちまた けいびたい）
架空のハイパーポリス。西部警察、ウルトラ警備隊、マッドマックス、相棒などの仮装をした偽警官の集団。
極楽院 卯月（ごくらくいん うづき）
八街警備隊を率いる総帥。ベルばらのオスカル様のような格好をしている。薔薇と猛獣の剥製が好き。愛車はランボルギーニ・アヴェンタドール（ドバイポリス仕様750）。

## 書誌情報
- 加瀬あつし『くろアゲハ』講談社〈講談社コミックス月刊マガジン〉、全20巻
  1. 2014年5月16日発売[14]、ISBN 978-4-06-371420-3
  2. 2014年7月17日発売[15]、ISBN 978-4-06-371434-0
  3. 2014年12月17日発売[16]、ISBN 978-4-06-371451-7
  4. 2015年4月17日発売[17]、ISBN 978-4-06-371463-0
  5. 2015年8月17日発売[18]、ISBN 978-4-06-371478-4
  6. 2016年3月17日発売[19]、ISBN 978-4-06-392517-3
  7. 2016年7月15日発売[20]、ISBN 978-4-06-392532-6
  8. 2016年12月16日発売[21]、ISBN 978-4-06-392554-8
  9. 2017年5月17日発売[22]、ISBN 978-4-06-392578-4
  10. 2017年11月17日発売[23]、ISBN 978-4-06-510433-0
  11. 2018年6月15日発売[24]、ISBN 978-4-06-511706-4
  12. 2018年10月17日発売[25]、ISBN 978-4-06-513760-4
  13. 2019年4月18日発売[26]、ISBN 978-4-06-515427-4
  14. 2019年9月17日発売[27]、ISBN 978-4-06-517189-9
  15. 2020年3月17日発売[28]、ISBN 978-4-06-518612-1
  16. 2020年11月17日発売[29]、ISBN 978-4-06-521236-3
  17. 2021年5月17日発売[30]、ISBN 978-4-06-523488-4
  18. 2021年12月16日発売[31]、ISBN 978-4-06-526443-0
  19. 2022年6月16日発売[32]、ISBN 978-4-06-528125-3
  20. 2023年2月16日発売[33]、ISBN 978-4-06-530768-7

## 備考
- 作中の単車等の作画は、旧車会の協力があることが雑誌掲載時に明記されている。
- 作中で18歳の信愛が昭和63年10月生まれとする警察の書類が登場するため、時代設定は2006年10月からの一年間の間の出来事であることがわかる。ただし当時は存在しなかったアイドルやアニメ、ゲーム、ドラマ[注 1]等の記述があるため、それほど厳密なものではない。

## ゲーム
三国志大戦
三国志を題材にしたアーケードゲーム。加瀬がイラストレーターとして参加しており、本作の信愛をモデルにした魏延（声：菅沼久義）が登場。